# Oberbrombach
Oberbrombach ist eine Ortsgemeinde im Landkreis Birkenfeld in Rheinland-Pfalz. Sie gehört der Verbandsgemeinde Birkenfeld an.

## Geographie
Zu Oberbrombach gehören auch die Wohnplätze Haus Schellenmühle und Im Gärtel.

## Geschichte
Oberbrombach wurde erstmals im Jahr 1324 urkundlich erwähnt.
1817 gelangte Oberbrombach als Teil des Fürstentums Birkenfeld an das Großherzogtum Oldenburg. Nach dem Ersten Weltkrieg kamen erste Edelsteinschleifer im Ort auf, deren wirtschaftliche Blüte aber schon in den 1960er Jahren wieder vorüber war. 1937 kam Oberbrombach zum preußischen Landkreis Birkenfeld. Nach dem Zweiten Weltkrieg gehörte der Ort zur französischen Besatzungszone und seit 1946 zum Land Rheinland-Pfalz. Seit 1973 gehört Oberbrombach der Verbandsgemeinde Birkenfeld an.
Bevölkerungsentwicklung
Die Entwicklung der Einwohnerzahl von Oberbrombach, die Werte von 1871 bis 1987 beruhen auf Volkszählungen:
| Jahr | Einwohner |
| 1815 | 194       |
| 1835 | 244       |
| 1871 | 294       |
| 1905 | 338       |
| 1939 | 403       |
| 1950 | 411       |

| Jahr | Einwohner |
| 1961 | 458       |
| 1970 | 452       |
| 1987 | 493       |
| 1997 | 523       |
| 2005 | 494       |
| 2023 | 386       |

## Politik

### Gemeinderat
Der Gemeinderat in Oberbrombach besteht aus acht Ratsmitgliedern, die bei der Kommunalwahl am 9. Juni 2024 in einer Mehrheitswahl gewählt wurden, und dem ehrenamtlichen Ortsbürgermeister als Vorsitzendem. In der Wahlperiode 2009 bis 2014 gehörten dem Gemeinderat noch zwölf Ratsmitglieder an.

### Bürgermeister
Björn Symanzik wurde am 2. Juli 2024 Ortsbürgermeister von Oberbrombach. Bei der Direktwahl am 9. Juni 2024 war er als einziger Bewerber mit einem Stimmenanteil von 63,7 % für fünf Jahre gewählt worden.
Symanziks Vorgänger Rüdiger Scherer hatte das Amt im Juni 2017 übernommen. Bei der Direktwahl am 26. Mai 2019 wurde er mit 89,91 % in seinem Amt bestätigt. Bei der Wahl 2024 kandidierte er nicht erneut als Ortsbürgermeister. Vor Rüdiger Scherer hatte Helmut Brächer das Amt seit 2006 ausgeübt, war am 15. März 2017 aber aus persönlichen und dienstlichen Gründen mit sofortiger Wirkung zurückgetreten.

## Wirtschaft und Infrastruktur
Heute sind die Erwerbstätigen so gut wie ausschließlich als Arbeiter und Angestellte außerhalb tätig. Von den ehemals mehr als 40 landwirtschaftlichen Voll- und Nebenerwerbsbetrieben sind nur noch zwei vorhanden.
Durch den Ort führt die Bundesstraße 41. In Idar-Oberstein gibt es einen Bahnhof der Bahnstrecke Mainz/Bingen–Saarbrücken.